# 左議政
左議政（チャイジョン：朝: 좌의정、さぎせい）または議政府左議政（ウイジョンブ チャイジョン：朝: 의정부좌의정、ぎせいふ さぎせい）は、朝鮮王朝の官職名であり、領議政・右議政と並ぶ朝鮮王朝行政府の序列三位一体の公職である。
李氏朝鮮議政府の序列第二位の地位であり、首相と同じ職掌の第一副首相格である。

## 沿革
元来、李氏朝鮮の建国後、門下省左侍中（ムナソン チャシジュン：문하성좌시중、もんかしょう さじちゅう）または門下左侍中（ムナ チャシジュン：문하좌시중、もんか さじちゅう）として出発したが、1400年、議政府判事（ウイジョンブ パンサ：의정부판사、ぎせいふ はんじ）に改められ、1418年（太宗18年）に再度、左議政府事（チャイジョン ブサ：좌의정부사、さぎせい ふじ）に改名された。1455年に世祖が議政府左議政に名称を改めた。
1396年までは領議政は名誉職に過ぎず、左議政と右議政が政務を主管したが、1396年からは領議政が内閣の首位職を務めることになった。領議政より序列は下だが、右議政の上級職であり、同じ正一品上級大匡輔国崇禄大夫の職位である。
1894年、右議政・領議政と統合されて、内閣総理大臣に変更され、この官職は廃止された。
左議政を務めた人は、特別な場合を除いて職位は領議政と同じで、宋時烈・金尚憲・金尚容を除いて、死後領議政に贈職されなかった。